# Brachyntheisogryllacris buyssoniana
Brachyntheisogryllacris buyssoniana is een rechtvleugelig insect uit de familie Gryllacrididae. De wetenschappelijke naam van deze soort is voor het eerst geldig gepubliceerd in 1912 door Griffini.